# 拉梅賽德 (卡塔馬卡省)
28°09′58″S 65°40′59″W / 28.1660°S 65.6830°W
拉梅賽德（西班牙語：La Merced），是阿根廷的城鎮，位於該國西北部卡塔馬卡省，是帕克林縣的首府，距離卡塔馬卡48公里，海拔高度898米，該地區的地震活動頻繁和低強度，2010年人口1,759。